# Chens-sur-Léman
Chens-sur-Léman est une commune française du Chablais, en Haute-Savoie, dans l'agglomération transfrontalière du Grand Genève.

## Géographie

### Localisation
Commune d'une surface de 1 087 hectares située dans la plaine du Bas-Chablais au bord du Léman, avec un littoral d'environ 5 km à une altitude de 372 m à 439 m, la commune d'environ 1 650 habitants (en 2007), est voisine de la commune suisse d'Hermance dans le canton de Genève.
Par sa situation sur les bords du Léman et son environnement préservé (portion de rives non urbanisées, prairies et vallons boisés, vaste surface boisée…), la commune présente d'indéniables atouts touristiques. Chens-sur-Léman est encore un village de campagne avec de grands espaces boisés et un espace agricole. Son patrimoine naturel lui vaut aujourd'hui deux sites classés « Natura 2000 ».

### Transport et accès
- La route D1005 depuis Thonon-les-Bains puis la D20 direction Chens-sur-Léman
- L'autoroute A40, sortie n°14 à Annemasse ou sortie n°15 à Nangy.
- Gare SNCF de Machilly à 11 km.
- Aéroport international de Genève à 23 km.
- La ligne 152 des transports en commun de Thonon-les-Bains (Star't).
- La ligne de bus 38 des Transports publics genevois (TPG).
- la CGN à l'embarcadère de Chens-sur-Léman/Tougues,

## Urbanisme

### Typologie
Au 1er janvier 2024, Chens-sur-Léman est catégorisée bourg rural, selon la nouvelle grille communale de densité à sept niveaux définie par l'Insee en 2022.
Elle appartient à l'unité urbaine de Messery, une agglomération intra-départementale regroupant quatre  communes, dont elle est ville-centre,,. Par ailleurs la commune fait partie de l'aire d'attraction de Genève - Annemasse (partie française), dont elle est une commune de la couronne,. Cette aire, qui regroupe 158 communes, est catégorisée dans les aires de 700 000 habitants ou plus (hors Paris),.
La commune, bordée par un plan d’eau intérieur d’une superficie supérieure à 1 000 hectares, le Léman, est également une commune littorale au sens de la loi du 3 janvier 1986, dite loi littoral. Des dispositions spécifiques d’urbanisme s’y appliquent dès lors afin de préserver les espaces naturels, les sites, les paysages et l’équilibre écologique du littoral, tel le principe d'inconstructibilité, en dehors des espaces urbanisés, sur la bande littorale des 100 mètres, ou plus si le plan local d’urbanisme le prévoit.

### Occupation des sols
L'occupation des sols de la commune, telle qu'elle ressort de la base de données européenne d’occupation biophysique des sols Corine Land Cover (CLC), est marquée par l'importance des territoires agricoles (42,4 % en 2018), en diminution par rapport à 1990 (45,9 %). La répartition détaillée en 2018 est la suivante : 
forêts (40,2 %), terres arables (32,2 %), zones urbanisées (16,5 %), prairies (6,5 %), zones agricoles hétérogènes (3,8 %), eaux continentales (1 %).
L'IGN met par ailleurs à disposition un outil en ligne permettant de comparer l’évolution dans le temps de l’occupation des sols de la commune (ou de territoires à des échelles différentes). Plusieurs époques sont accessibles sous forme de cartes ou photos aériennes : la carte de Cassini (XVIIIe siècle), la carte d'état-major (1820-1866) et la période actuelle (1950 à aujourd'hui).

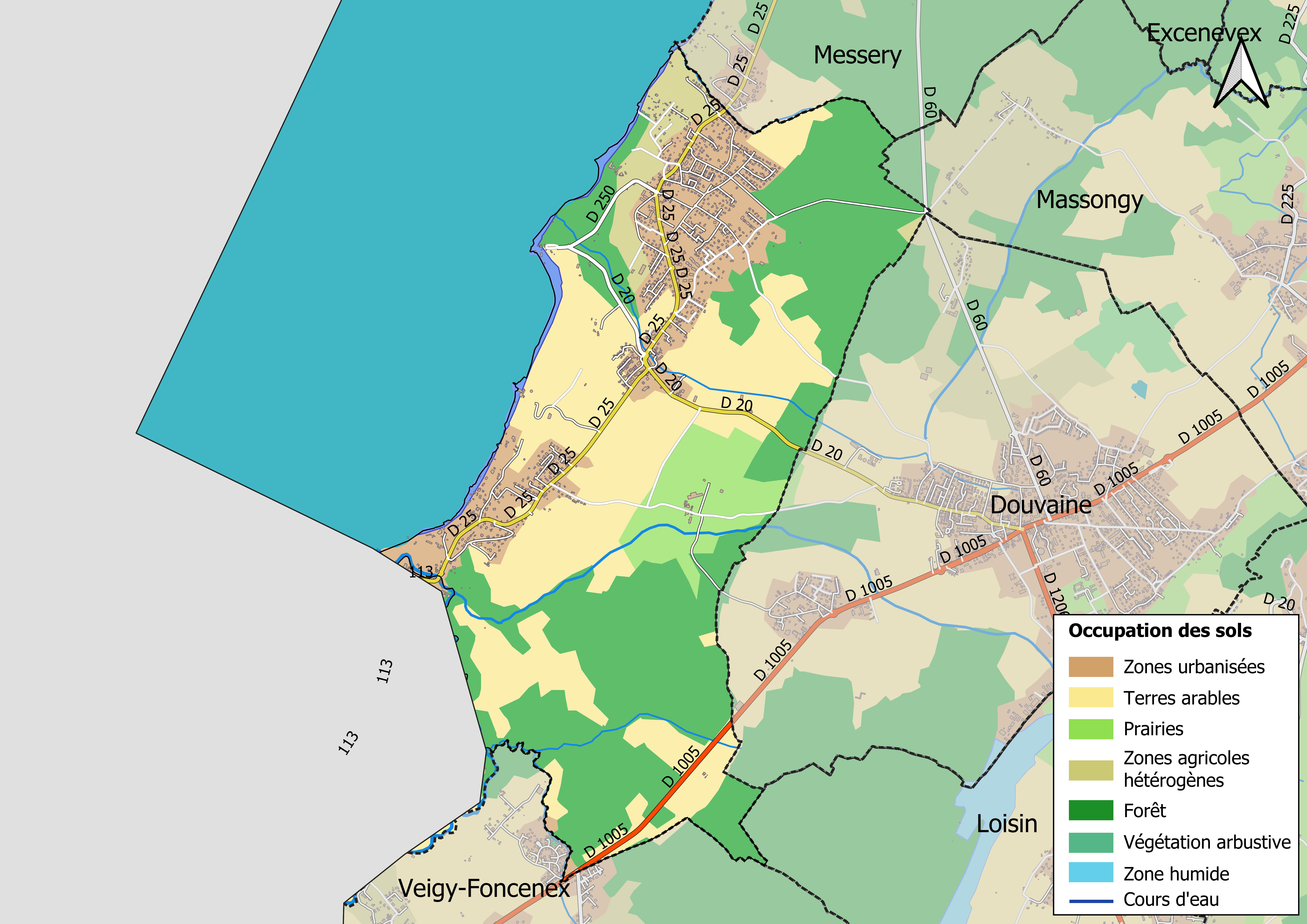
Carte des infrastructures et de l'occupation des sols en 2018 (CLC) de la commune.
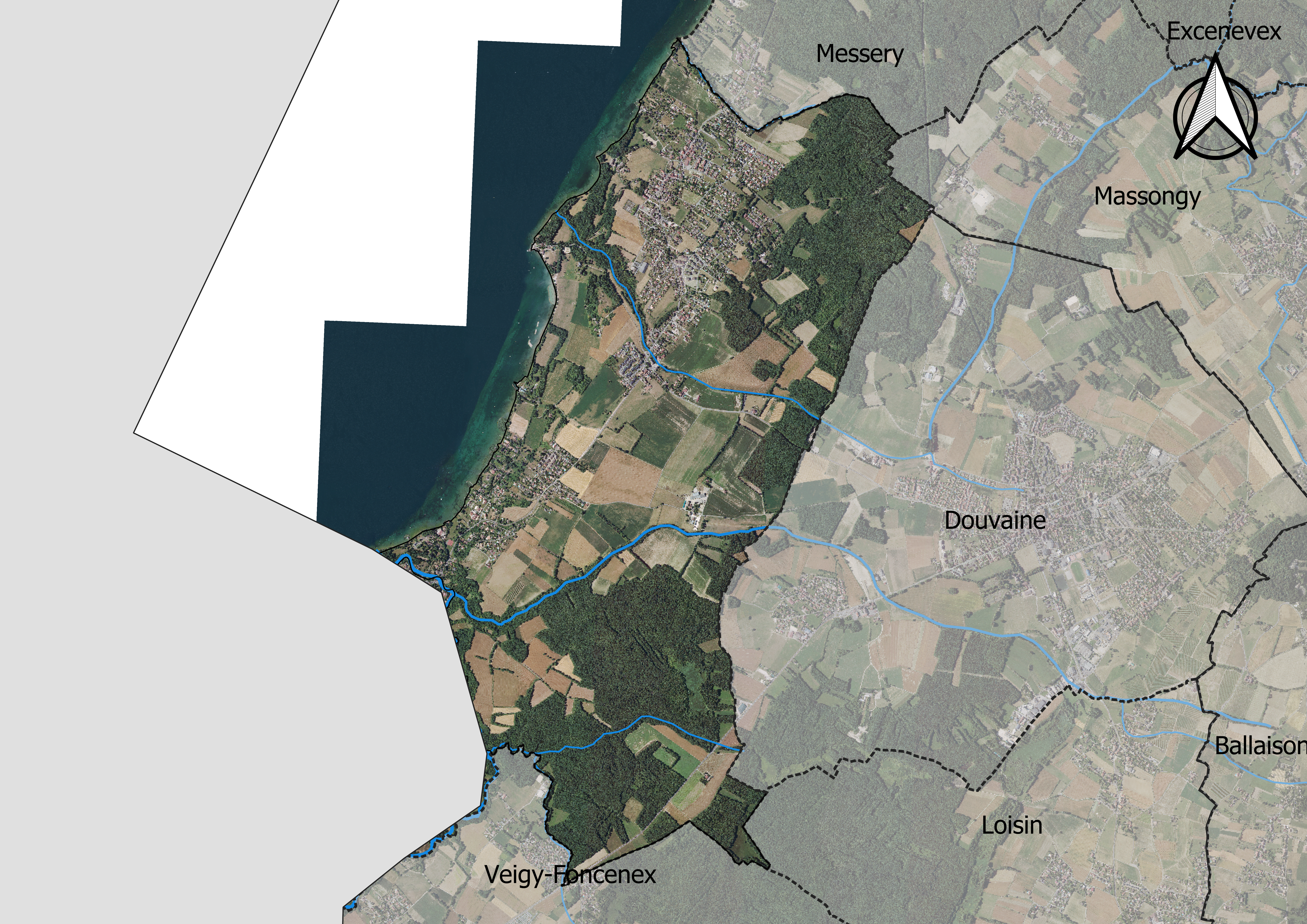
Carte orthophotogrammétrique de la commune.

## Toponymie
La commune de Chens devient Chens-sur-Léman par décret, le 24 mai 1954 (J.O. du 29 mai 1954).
En francoprovençal, le nom de la commune s'écrit Shan (graphie de Conflans) ou Chens (ORB).
Il n'existe aucune étymologie assurée pour Chens. Tout au plus pourrait-on proposer un rapprochement avec la ville normande de Caen, dont la forme la plus ancienne, au Moyen Âge, est Cadomo, qui semble remonter au gaulois catu-magos "le champ du combat" ; ce qui conviendrait également ici avec les évolutions phonétiques propres au francoprovençal et au savoyard local. Mais en l'absence de formes anciennes cela reste une hypothèse non démontrable.

## Histoire
Très anciennement peuplée, on a relevé sur son rivage cinq cités lacustres (palafittes) et à l'intérieur des terres, plusieurs sites néolithiques, gallo-romains et burgondes.
Au Moyen Âge, la paroisse et la commune portait le nom de « cusy » (ou cursier), jusque vers 1860. Elle relevait du comte de Genève et occupait une situation stratégique importante entre les maisons de Savoie et de Faucigny. Trois fiefs se partageaient le territoire de Cusy : Grésier, qui relevait du Faucigny et dont le château, aujourd'hui disparu, défendait la rive droite de l'Hermance et l'accès au lac, Servette qui appartenait au comte de Savoie, et enfin, le plus important, Beauregard, qui relevait du comte de Genève.
En 1816, le traité de Turin fixe la frontière entre la Suisse et la Savoie sur l'Hermance, coupant la commune éponyme en deux. La partie à l'est de la rivière comprenant le lieu-dit Cusy est intégré à Chens. Il y subsiste un oratoire de l'église paroissiale brûlée sous la Révolution.
Puis la commune se dénommera Cusy-Chens, Chens-Cusy en 1866 et Chens vers 1872. En 1954, un décret ministériel autorise la dénomination Chens-sur-Léman.

## Politique et administration

### Situation administrative
La commune de Chens-sur-Léman, au lendemain de l'annexion de la Savoie à la France de 1860, intègre le canton de Douvaine. Elle appartient, depuis 2015, au canton de Sciez, qui compte selon le redécoupage cantonal de 2014 25 communes.
La commune est membre, avec dix-sept autres, de la communauté de communes du Bas-Chablais.
Chens-sur-Léman relève de l'arrondissement de Thonon-les-Bains et de la cinquième circonscription de la Haute-Savoie, dont la députée est Anne-Cécile Violland (Horizons).

### Liste des maires
| Période                                  | Période                   | Identité                  | Étiquette   | Qualité |
| ---------------------------------------- | ------------------------- | ------------------------- | ----------- | --- |
| Les données manquantes sont à compléter. |                           |                           |             | |
| Maire en 1888                            | ?                         | François Fichard          | Républicain | Cultivateur, conseiller d’arrondissement                                                                          |
| mai 1929                                 | octobre 1945              | Jules Fichard (1884-1970) | SFIO        | Exploitant agricole et négociant en vins Président de la délégation municipale du 31 août 1944 au 14 octobre 1945 |
| ?                                        | ?                         | Auguste Fichard           |             | |
| mars 1971                                | ?                         | Bernard Fichard           |             | Gérant de société                                                                                                 |
| mars 1990                                | mars 1996                 | Bernard Duret             |             | |
| mars 1996                                | mars 2008                 | Bernard Fichard           | DVD         | Gérant de société                                                                                                 |
| mars 2008                                | mars 2014                 | Nelly Benou               | DVG         | Salariée du secteur médical                                                                                       |
| mars 2014                                | En cours (au 28 mai 2020) | Pascale Moriaud-Billod    | DVD         | Conseillère communautaire de Thonon Agglomération Réélue pour le mandat 2020-2026                                 |

### Politique de développement durable
La commune a engagé une politique de développement durable en lançant une démarche d'Agenda 21.

## Population et société

### Démographie
Ses habitants sont appelés les Chensinoises et les Chensinois.
L'évolution du nombre d'habitants est connue à travers les recensements de la population effectués dans la commune depuis 1793. Pour les communes de moins de 10 000 habitants, une enquête de recensement portant sur toute la population est réalisée tous les cinq ans, les populations de référence des années intermédiaires étant quant à elles estimées par interpolation ou extrapolation. Pour la commune, le premier recensement exhaustif entrant dans le cadre du nouveau dispositif a été réalisé en 2007.

En 2022, la commune comptait 3 005 habitants, en évolution de +13,27 % par rapport à 2016 (Haute-Savoie : +6,01 %, France hors Mayotte : +2,11 %).
| 1793 | 1800 | 1806 | 1822 | 1838 | 1848 | 1858 | 1861 | 1866 |
| ---- | ---- | ---- | ---- | ---- | ---- | ---- | ---- | ---- |
| 325  | 313  | 380  | 447  | 572  | 589  | 560  | 558  | 547  |

| 1872 | 1876 | 1881 | 1886 | 1891 | 1896 | 1901 | 1906 | 1911 |
| ---- | ---- | ---- | ---- | ---- | ---- | ---- | ---- | ---- |
| 531  | 576  | 604  | 588  | 620  | 628  | 613  | 568  | 606  |

| 1921 | 1926 | 1931 | 1936 | 1946 | 1954 | 1962 | 1968 | 1975 |
| ---- | ---- | ---- | ---- | ---- | ---- | ---- | ---- | ---- |
| 503  | 543  | 515  | 506  | 475  | 516  | 568  | 636  | 835  |

| 1982 | 1990  | 1999  | 2006  | 2007  | 2012  | 2017  | 2022  | - |
| ---- | ----- | ----- | ----- | ----- | ----- | ----- | ----- | - |
| 856  | 1 063 | 1 274 | 1 656 | 1 708 | 2 050 | 2 776 | 3 005 | - |

### Médias

#### Radios et télévisions
La commune est couverte par des antennes locales de radios dont France Bleu Pays de Savoie, ODS Radio, Radio Chablais… Enfin, la chaîne de télévision locale TV8 Mont-Blanc diffuse des émissions sur les pays de Savoie. Régulièrement l'émission La Place du village expose la vie locale. France 3 et sa station régionale France 3 Alpes, peuvent parfois relater les faits de vie de la commune.

#### Presse et magazines
La presse écrite locale est représentée par des titres comme Le Dauphiné libéré, L'Essor savoyard, Le Messager - édition Chablais, le Courrier savoyard.

## Économie
Les secteurs d'activités économiques sont :
- l'agriculture : la commune compte plusieurs exploitations dont l'activité occupe 35 % du territoire communal ;
- la pêche : pêcheurs professionnels qui pratiquent leur activité sur le Léman (le plus grand lac d'Europe occidentale : 582 km2 dont 234 km2 en France) ;
- commerces et entreprises : la commune comprend des restaurants, en partie liés à l'activité touristique, des commerces de « proximité » se concentrant essentiellement au chef lieu. À cela s'ajoutent des entreprises (BTP, espace vert, menuiserie, peinture, embouteillage de vins).
- Travailleurs frontalier vers la Suisse

## Culture locale et patrimoine

### Lieux et monuments

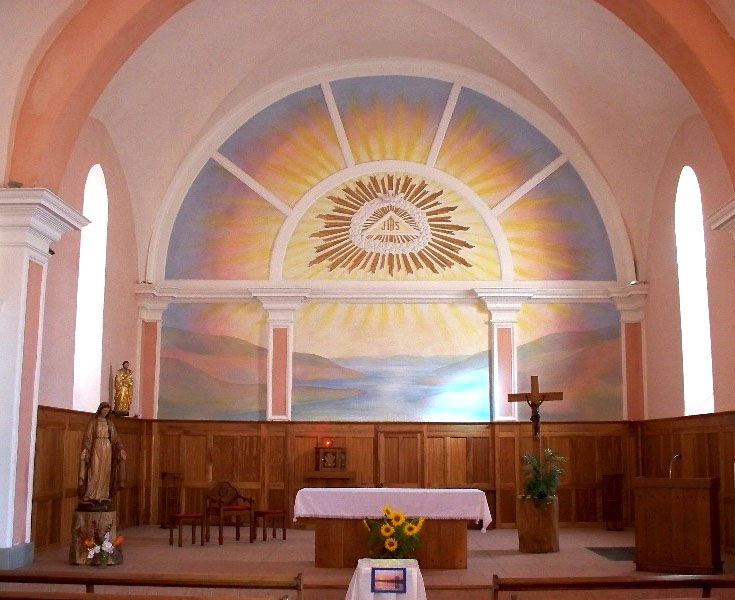
Le chœur de l'église.

- Le Château de Beauregard[20]  Inscrit MH (1993, Partiellement), avec un parc à l'anglaise de 25 hectares, planté au bord du Léman et planté de chênes, de tulipiers de Virginie, de cèdres et de wellingtonia Inscrit MH (1991, Pré-inventaire).
- L’église Sainte-Anne.
- Le Port de Tougues  Inscrit MH (1997).

### Patrimoine naturel
La commune possède sept espaces classés zone naturelle d'intérêt écologique, faunistique et floristique (ZNIEFF) : le « lac Léman » ; le « Vallon des Léchères et pelouse de la Sablonnière » ; le « Golfe de Coudrée et environs » ; les « Zones humides et boisement du Genevois » ; les « Prairies humides de Marival » ; le « Marais de la Croix de la Marianne » et les « Ravins de Chamburaz, Marnoz et de l'Hermance ». Deux espaces sont classés classé site Natura 2000 de la Haute-Savoie, le « lac Léman » et les « Marais de Chilly et de Marival ».

### Personnalités liées à la commune
- Naissance le 18 septembre 1879 d'Henri Dufaux (1879-1980), pionnier de l'aviation.
- Gaëlle Voiry, élue Miss France en 1990, est morte percutée par une voiture alors qu'elle circulait à vélo à Chens-sur-Léman.

### Héraldique
| Armes de Chens sur Léman | Les armes de Chens-sur-Léman se blasonnent ainsi : « D'azur à une sirène d'argent chevelée et marinée d'or tenant une lyre du même, sur une onde aussi d'argent mouvant de la pointe, accostée en chef de deux croissants contournés du même. » |

 Œuvre du peintre Di Decarli.